# Ablabera rufa
Ablabera rufa är en skalbaggsart som beskrevs av Fabricius 1775. Ablabera rufa ingår i släktet Ablabera och familjen Melolonthidae. Inga underarter finns listade i Catalogue of Life.